# Баграт III
Баграт III Багратіоні (960-1014) — цар Грузії з 1008 до 1014 року. Походив з династії Багратіоні. Володарював після свого дядька Давида III.

## Життєпис
Народився в місті Кутаїсі в родині Гурге, князя з Картлі (потім царя Картвельського) та Гурандухти, доньки Георгія II, царя Абхазії. Давид III, не маючи власних дітей, 978 року коронував царем Баграта Багратіоні. До смерті Давида 1001 року був співправителем Картлійського царства.
Після 1001 року грузинські землі захопили війська візантійського імператора Василя II. Сил Баграта III було недостатньо, щоб протистояти військові Візантії. Тому Баграт визнав над собою владу Василя II. Натомість він отримав титул куропалата. Замирившися з Візантією, Баграт III спрямував зусилля на приєднання до своїх володінь спадкових земель. Протягом 1001-1008 років Баграт III Багратіоні став володарем Картвелі та Абхазії. 1008 він прийняв титул царя Картлі, Картвелії та Абхазії. Відтоді династія Багратіоні стала царським домом єдиної Грузії. 1010 року Баграт приєднав до своїх володінь землі Кахетії та Гереті. Об'єднана Грузія стала сусідом емірату Гандзі. Його володар Фадлон ібн Мухамад (978—1031) кілька разів вторгався до грузинських земель, проте зазнав невдачі. У відповідь Баграт III напав на емірат Гандзі та розбив його війська, змусивши визнати його васалом Грузії.
Окрім військових справ Баграт III займався розбудовою Грузії. За його царювання було зведено храми Нікорцмінда у Рачі, Бедія в Абхазії, Баграта в Кутаїсі. Помер Баграт III Багратіоні 7 травня 1014 року в замку Панаскерті. Його поховано у Бедійському храмі. Успадкував Баграту його син Георгій.